# Hvězdná brána
Hvězdná brána (v anglickém originále Stargate) je mediální franšíza žánru vojenské sci-fi, která vychází z celovečerního filmu režiséra Rolanda Emmericha, který jej napsal společně s producentem Deanem Devlinem. V hlavní roli Jacka O'Neila se představil Kurt Russell. Franšíza je založena na myšlence mimozemského zařízení zvaného Hvězdná brána, vytvářejícího Einsteinův–Rosenův most, tedy červí díru, což umožňuje téměř okamžité cestování napříč vesmírem. Rozvíjí také námět, že Zemi v minulosti navštěvovali nebo ji ovládali různí mimozemšťané, kteří na sebe brali role pozemských bohů, na čemž jsou založeny mýty mnoha pozemských kultur. Franšízu odstartoval celovečerní film Hvězdná brána, který 28. října 1994 uvedly do kin společnosti Metro-Goldwyn-Mayer a Carolco a který celosvětově utržil 197 milionů dolarů. V roce 1997 vytvořili televizní scenáristé a producenti Brad Wright a Jonathan Glassner televizní seriál Hvězdná brána, který je dějovým pokračováním celovečerního filmu. Hlavní roli Jacka O'Neilla hrál Richard Dean Anderson. Později vznikly také odvozené televizní seriály, roku 2004 Hvězdná brána: Atlantida a roku 2009 Hvězdná brána: Hluboký vesmír. První seriál zakončily v roce 2008 po deseti sezónách dva filmy určené pro DVD, Hvězdná brána: Archa pravdy a Hvězdná brána: Návrat. Roku 2009 byl na DVD vydán nově sestříhaný pilotní díl tohoto seriálu Hvězdná brána: Děti bohů. V roce 2018 vznikl prequelový webový seriál Hvězdná brána: Třetí říše. Franšízu rozvíjí také řada románů, videoher a komiksů.  
V roce 2011 byl předčasně ukončen poslední televizní seriál Hvězdná brána: Hluboký vesmír. Roku 2016 získalo komiksové vydavatelství American Mythology práva na vydávání nových příběhů Hvězdné brány: Atlantidy zasazených do zavedeného kánonu. Tato práva byla v roce 2017 rozšířena i o nové komiksy Hvězdné brány: Hluboký vesmír, čímž byl vyřešen cliffhanger, kterým seriál skončil. Hlavní příběhový oblouk tak běžel více než 15 let, což zahrnuje 18 řad televizních seriálů (364 dílů) a k lednu 2020 také 22 komiksových čísel. Řada dalších médií však tuto hlavní kontinuitu buď ignoruje, nebo ji resetuje, přičemž zachovává podstatné prvky, které franšízu definují (především začlenění zařízení Hvězdné brány). Patří mezi ně animovaný televizní seriál Stargate Infinity z roku 2002.
V roce 2017 byla franšíza oživena ohlášením nového prequelového webového seriálu Hvězdná brána: Třetí říše, jehož epizody měly premiéru na centrálním „fanouškovském uzlu“ franšízy s názvem Stargate Command. Jediná řada obsahovala deset desetiminutových epizod a později byla vydána i ve filmovém sestřihu.
V prosinci 2022 bylo oznámeno, že Amazon Studios a MGM připravují návrhy na návrat franšízy Hvězdna brána. Na krátkém seznamu možných showrunnerů pro nový projekt byli tvůrci seriálu Expanze Mark Fergus a Hawk Ostby. V dubnu 2023 Amazon oznámil, že uvažuje o filmovém i seriálovém zpracování a že film by měl vyjít první.

## Příběh

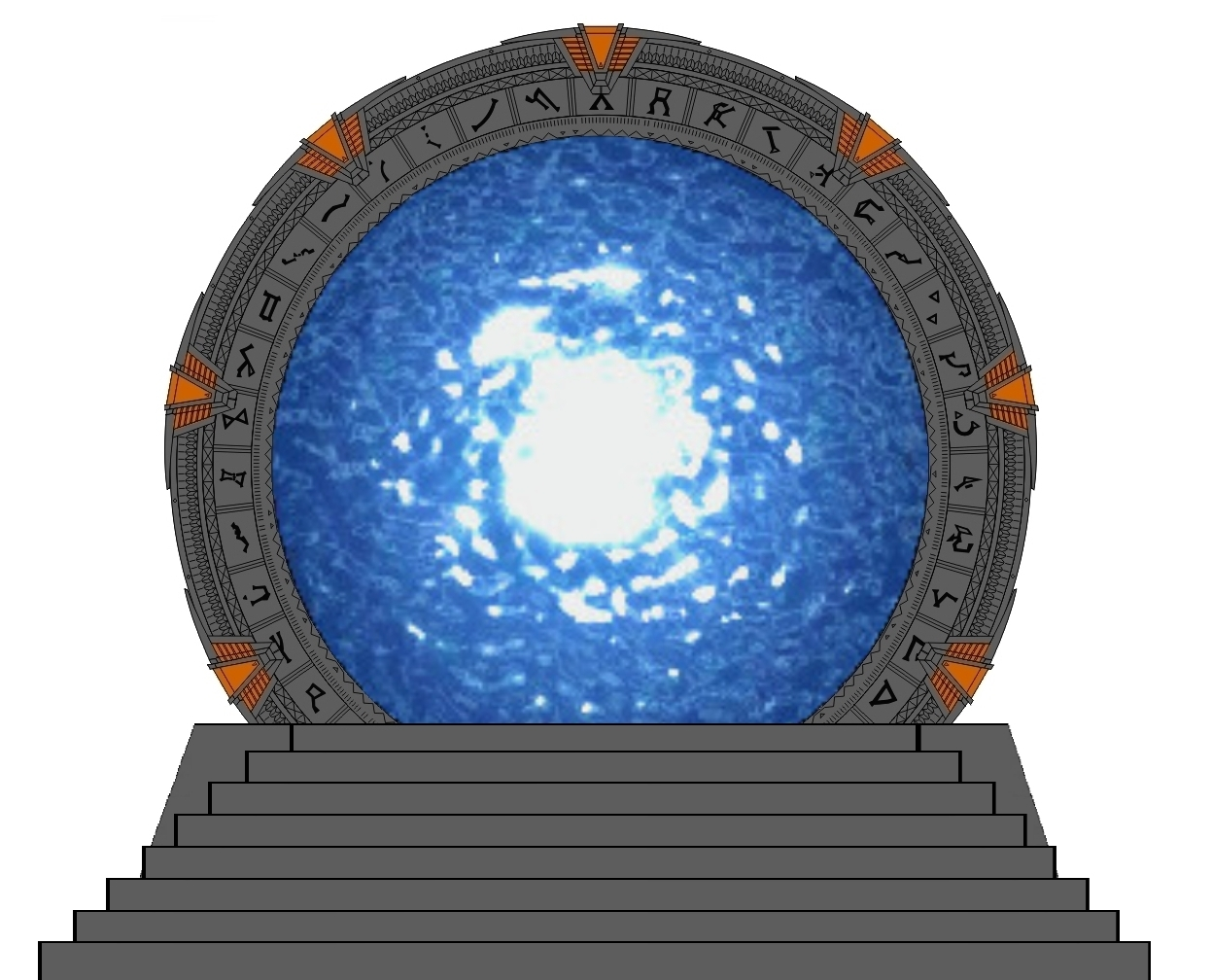
Aktivní hvězdná brána, ústřední rekvizita vesmíru Hvězdné brány, typ vyskytující se v Mléčné dráze

Příběhy ze světa Hvězdné brány se soustřeďují na „hvězdnou bránu“, portál ve tvaru prstence, který umožňuje téměř okamžitou dopravu červí dírou k jiným hvězdným branám, nacházejících se na planetách v jiných slunečních soustavách ve vzdálenostech mnoha světelných let. Příběh začíná v roce 1928, když je jedno takové zařízení objeveno na Zemi, v egyptské Gíze, ale trvalo téměř 70 let, než byla díky rozluštění kódu k aktivaci dr. Danielem Jacksonem červí díra poprvé vytvořena. Film z roku 1994 a následný televizní seriál popisují, jak je zařízení udržováno v tajnosti, pod kontrolou vlády Spojených států, která vytvořila armádní program k jeho využívání pro meziplanetární vojenské a vědecké mise prostřednictvím cest k tisícům hvězdných bran nacházejících se v celé naší galaxii. Síť hvězdných bran je miliony let starým dědictví dávné civilizace Antiků, kteří byli fyziologicky téměř stejní jako lidé a seriál naznačuje, že stojí za vznikem lidského druhu, protože jsou evolučně dál, přestože existovali před vznikem lidstva a taky proto, že tak učinili po odchodu z naší galaxie v galaxii Pegas, kde také vybudovali obdobnou síť hvězdných bran.
Primárním cílem těchto výprav je odhalování hrozeb, získávání mimořádně vzácných zdrojů a mimozemských technologií nebo navazování diplomatických vztahů a získávání spojenců (svobodní Jaffové, Tok'ra, Asgardi) k případné obraně před těmito hrozbami (Goa'uldi, Replikátoři, Wraithi, Oriové, Luciánská aliance). Druhotný cíl je čistě vědecký výzkum. Často se však na svých misích potýkají s vědeckými a humanitárními problémy a dilematy při interakci s různými, převážně lidskými společnostmi na jiných planetách. Tyto snahy přinutily vládu Spojených států k vyzrazení existence programu vládám nejmocnějších států na Zemi, včetně Ruska, Číny, Velké Británie a Francie, což nakonec vyústilo ve vznik mezinárodní civilní organizace IOA pro dohled nad tímto programem.
V kombinaci s tím, že Hvězdná brána je tajemstvím, se příběhy Hvězdné brány vyznačují tím, že nepředstavují žádný rozpor s realitou, odehrávají se v současnosti na jinak normální Zemi a dominuje v ní interakce mezi lidmi z jiných planet v naší i jiných galaxiích. V příběhu filmu i seriálu je to vysvětleno jako důsledek nucené i dobrovolné přepravy lidí mimozemšťany na jiné planety, přičemž je řečeno, že většina starověkých mytologií je výsledkem toho, že se v dávné minulosti mimozemšťané vydávali za pozemské bohy (podobně jak to tvrdí neprokázaná teorie o „starověkých astronautech“).

## Celovečerní film

### Hvězdná brána
Původní film Hvězdná brána (v anglickém originále Stargate) žánru vojenské sci-fi byl uveden v roce 1994 a režíroval jej Roland Emmerich a na scénáři se podíleli Emmerich a Dean Devlin. V hlavních rolích se zde představili Kurt Russell a James Spader. Film položil základ všem následujícím dílům Hvězdné brány tím, že vysvětluje pojem, funkci a historii Hvězdné brány.
Film, který byl původně uveden do kin 28. října 1994 společností Metro-Goldwyn-Mayer (MGM), se setkal se smíšenými ohlasy. Jeho atmosféra, příběh, postavy a grafický obsah byly jak chváleny, tak kritizovány. Film celosvětově vydělal 196,6 milionu dolarů při rozpočtu 55 milionů dolarů.

### Nerealizovaná pokračování
Plány na výrobu dvou pokračování původního filmu oznámil tvůrce původního filmu Dean Devlin na Comic-Conu v San Diegu v roce 2006. Jednal s MGM o produkci čtyř filmů a chtěl, aby dva z nich sloužily jako dvě části jednoho závěrečného příběhu jeho zamýšlené trilogie Hvězdná brána. V rozhovoru pro Sci Fi Wire Devlin uvedl, že v případě natočení pokračování doufá v angažování Kurta Russella a Jamese Spadera. Jak Russell, tak Spader projevili zájem, prozradil Devlin. „Vždycky jsme říkali, že bychom do toho chtěli jít. Je to vlastně ironie, protože jsme Hvězdnou bránu natočili před 12 lety [a] druhý díl se měl vlastně odehrávat o 12 let později. Chtěli jsme je jako herce tak trochu nechat zestárnout. Takže to vlastně funguje moc hezky.“ Pokud by tato pokračování někdy vznikla, ignorovala by 12 let mytologie vytvořené SG-1 a Atlantis. Devlin litoval, že dal společnosti MGM kontrolu nad franšízou. Producent seriálového pokračování a jeho dvou spin-offů (Atlantída a Hluboký vesmír) Brad Wright v roce 2002 řekl, že „Devlin si může přát udělat pokračování Hvězdné brány, jak chce. MGM vlastní práva a velmi pochybuji, že ho o to požádají. On to ví lépe.“
Dne 4. července 2011 Dean Devlin znovu promluvil s tím, že se myšlenky na pokračování svého celovečerního filmu z roku 1994 nevzdal. O této myšlence znovu promluvil v novém rozhovoru pro Collider. Devlin jej skutečně napsal jako trilogii filmů, ale nikdy se mu nepodařilo natočit druhý a třetí díl. S tím, jak se seriál začal uzavírat, doufal, že možná přijde čas, aby se k druhému a třetímu dílu skutečně dostal: „Myslím, že se to trochu změní oproti naší původní myšlence, protože už uplynulo tolik let... Chtěli jsme prozkoumat myšlenku, jak byly Hvězdné brány původně postaveny a kde jinde ve vesmíru existují a proč existují - a kde jinde na Zemi. Skutečně jsme plánovali, že jako trilogie filmů umožníme, aby se tato mytologie rozrůstala a zvětšovala“.
V roce 2013 bylo oznámeno, že MGM a Warner Bros. spolupracují s Emmerichem i Devlinem na restartu Hvězdné brány jako trilogie, kterou by Emmerich režíroval a Devlin produkoval, Devlin však v listopadu 2016 pro Empire Online uvedl, že plány na natočení restartu potenciální nové série se zastavily.
V říjnu 2020 Devlin v internetovém pořadu Dial the Gate prozradil, že zatímco původní film se věnoval egyptské mytologii, druhý film se měl přesunout k mayské mytologii a třetí by pak všechny mytologie a záhady světa propojil do jedné větší mytologie. „Původní plán filmu byl natočit tři díly, takže měly být tři hlavní adresy,... A proto jsme potřebovali devět chevronů“.
Představy tvůrců původního filmu rozvíjí pouze série pěti románů od Billa McCaye, kterou Devlin považuje za „kánonické rozšíření filmového vesmíru“.

## Televizní produkce

### Hvězdná brána (SG-1)

Logo seriálu

Seriál Hvězdná brána (v anglickém originále Stargate SG-1) z let 1997–2007, společně vytvořili v roce 1997 Jonathan Glassner a Brad Wright, který měl pokračovat v příběhu původního filmu. Byly vytvořeny nové postavy a obsazeni noví herci, několik rolí z filmu bylo přeobsazeno, včetně hlavních postav Daniela Jacksona a Jacka O'Neilla (do jehož jména bylo přidáno druhé "L"). Prostředí Velitelství Hvězdné brány bylo přesunuto z fiktivního vojenského zařízení umístěného v Creek Mountain do skutečné základny Cheyenne Mountain Complex. Další odchylky a rozdíly mezi původním filmem a seriálem se týkají umístění planety Abydos a původu mimozemšťana Ra.
Jeden z nejdéle vysílaných amerických sci-fi seriálů měl premiéru 27. července 1997 na stanici Showtime a po páté řadě se přesunul na Sci-Fi Channel. V hlavních rolích se objevili Richard Dean Anderson (jako Jack O'Neill) a Michael Shanks (jako Daniel Jackson), dále Amanda Tapping, Christopher Judge a Don S. Davis, kteří ztvárnili nové postavy Samanthy Carterové, Teal'ca a generála George Hammonda. Herecké obsazení zůstalo po většinu vysílání seriálu poměrně stálé, ale doznalo několika změn. Michael Shanks opustil seriál na konci 5. série a nahradil ho Corin Nemec v roli Jonase Quinna. Shanks se vrátil na začátku 7. řady aby vystřídal svou náhradu Nemeca. Na konci 7. série odešel Davis a Anderson zaplnil prostor, který v příběhu zanechal. Po 8. řadě  odešel i Anderson, ale přibyli noví stálí herci Beau Bridges a Ben Browder v rolích generála Hanka Landryho a Camerona Mitchella. Po debutování v epizodě 8. série, po níž následovalo účinkování v osmi dílech 9. řady si Claudia Black (jako Vala Mal Doran) díky dobrému přijetí vysloužila pozici ve stálém obsazení v 10. řadě. Tato řada byla poslední a její poslední díl byl odvysílán 13. března 2007.
MGM do každé epizody seriálu vložila v průměru 1,4 milionu dolarů a považovala jej za jednu ze svých nejdůležitějších franšíz. V roce 2007 byl seriál stažen z vysílání, nicméně byly natočeny dva DVD filmy s názvy Archa pravdy a Návrat, aby byly dovyprávěny jeho nejdůležitější nedokončené příběhy.
V červnu 2009 byla epizoda „Děti bohů“, pilotní díl seriálu, přestříhána do podoby DVD filmu se zcela novými vizuálními efekty a scénami, které předtím byly v televizní verzi vystřižené.
Seriál je zaměřený na tým SG-1 a představuje galaxii Mléčná dráha jako rozpolcenou feudální říši, v níž proti sobě stojí velmi arogantní a násilničtí Vládci soustavy z druhu Goa'uldů, ale příležitostně se dokáží i spojit proti společnému nepříteli, například Asgardům. Goa'uldi našli Zemi 8 tisíc let př. n. l. a protože jsou to parazitičtí tvorové podobní hadům, zjistili, že by mohli využít lidi jako své hostitele, protože se lidská těla ukázala být mnohem lépe léčitelná, než jejich dosavadní hostitelé. Lidé byli Goa'uldy ze Země odvezeni do celé galaxie a využívali svou vyspělou technologii aby se před nimi vydávali za bohy. Tito lidé jsou drženi v chudobě, nevědomosti a otroctví a zdá se, že někteří Goa'uldi sami uvěřili své propagandě, že jsou bohy. Goa'uldi na Zemi vládli po tisíciletí, ale asi 3 tisíce let př. n. l. se lidé v Egyptě vzbouřili proti svému vládci Ra, který následně odletěl a již se nevrátil, čímž se lidstvo na Zemi mohlo bez povšimnutí rozvíjet, až začalo pro Goa'uldy představovat vzrůstající hrozbu.

### Atlantida

Logo seriálu

Hvězdná brána: Atlantida (v anglickém originále Stargate Atlantis) z let 2004–2009 je spin-off seriálu Hvězdná brána o SG-1. Původně se počítalo s celovečerním filmem, který by sloužil jako přechod mezi oběma seriály po konci šesté řady seriálu o SG-1, která měla být poslední. Později byl však seriál o SG-1 obnoven pro sedmou sérii a celovečerní film byl pak plánován jako přechod po této řadě. Nakonec, když byl seriál o SG-1 obnoven i pro osmou sérií, ze zamýšleného filmu se místo toho stal závěrečný dvoudíl sedmé série „Ztracené město“ a dějiště Atlantidy bylo přesunuto z Antarktidy do galaxie Pegasus. To umožnilo oběma seriálům existovat vedle sebe ve stejném fiktivním vesmíru a později se oba seriály dokonce propojily. Atlantida byla vyvíjena většinou stejným štábem a ve stejných studiích jako seriál o SG-1.
Atlantida měla premiéru na Sci-Fi Channel 16. července 2004 s Joem Flaniganem (jako John Sheppard) a Torri Higginson (jako Elizabeth Weirová) v hlavních rolích, vedle nichž se objevili Rainbow Sun Francks (jako Aiden Ford), David Hewlett (jako Rodney McKay) a Rachel Luttrell (jako Teyla Emmagan). Postavy Hewletta a Higginson se již dříve objevily v SG-1 (Higginson však zdědila roli po herečce Jessice Steen). Ve 2. řadě Atlantidy se k nim jako stálí herci přidali Paul McGillion (jako Carson Beckett) a Jason Momoa (jako Ronon Dex). Na konci třetí sezóny byli Higginson a McGillion vyřazeni jako stálí herci, oba hráli ve 4. sérii vracející se role. Ve 4. řadě se objevila Amanda Tapping, která si zopakovala roli Samanthy Carterové z SG-1, a Jewel Staite (jako Jennifer Kellerová) ve vedlejší roli a v 5. se stala jednou z hlavních. V poslední 5. řadě odešla Amanda Tapping kvůli účinkování v hlavní roli seriálu Svatyně a jako velitel expedice byla nahrazena se Robertem Picardem (jako Richard Woolsey), který se taktéž připojil k hlavnímu obsazení a jež svoji roli už několikrát ztvárnil v předchozích dílech Atlantidy i seriálu o SG-1. Nicméně na konci léta 2008 bylo oznámeno, že stanice SciFi seriál ukončí a poslední díl byl odvysílán 9. ledna 2009.
Seriál sleduje dobrodružství mezinárodní „Expedice Atlantida“, kombinace vojenských sil a civilních vědců z celého světa, kteří Hvězdnou bránou a přídavného zdroje energie Antiků zvaného ZPM cestují do galaxie Pegasus a hledají ztracené město Atlantida, zanechané nejmocnějším známým druhem, označovaným jako Antikové, známí také jako Lanteané a Alterané. Expedice má za cíl prozkoumat toto vysoce pokročilé město a jeho velmi vyspělé technologie. Hledání města bylo dějovým obloukem po většinu 7. série seriálu o SG-1 a samotní Antikové byli dlouholetým aspektem prostředí seriálu. Po příchodu do města výprava zjistí, že Atlantida leží na dně oceánu (což odpovídá mýtům o ní) a je chráněna energetickými štíty, které udržují město obyvatelné a že je 10 tisíc let opuštěná. 
Pomocí sítě hvězdných bran galaxie Pegasus se vydají na jednu planetu, kde se setkají s domorodým obyvatelstvem od kterého se dozvědí, že galaxii Pegasus ovládá strašlivý nepřítel známý jako Wraithové, kteří v pravidelných intervalech (stovky let) vyrážejí na velké výpravy tzv. „sklizně“ kdy napadají lidské světy, aby z lidí vysávali životní energii, která jim slouží jako potrava, čímž však oběti zabijí. Ačkoli se s nimi expedice poprvé setkala, zatímco byli ve stavu dlouhodobé hibernace mezi sklizněmi, neúmyslně a předčasně Wraithy probudí a upozorní je na znovuzrození Atlantidy, novou lidskou rasu v galaxii a Zemi jako potenciální nový zdroj potravy mimo jejich galaxii. Přestože je expedice značně přečíslena, musí bránit a chránit město, místní obyvatele i celou výpravu a zabránit Wraithům nalézt Zemi.

### Hluboký vesmír

Logo seriálu

Hvězdná brána: Hluboký vesmír (v anglickém originále Stargate Universe) z let 2009–2011 je třetí hraný seriál ze světa Hvězdné brány, který byl nabídnut televizní stanici Sci-Fi Channel (později SyFy) na podzim roku 2007, těsně před stávkou scenáristů, která projekt pozastavila. Podle spolutvůrce Atlantidy Brada Wrighta byl „nástin děje přijat velmi dobře“. Sci-Fi Channel objednal Hluboký vesmír poté, co oznámil zrušení Atlantidy. Seriál má temnější tón než jeho předchůdci a více se zabývá lidskostí postav a jejich vzájemnými vztahy.
Seriál měl premiéru 2. října 2009 a v hlavních rolích se zde představili Robert Carlyle (jako Nicholas Rush), David Blue (jako Eli Wallace), Louis Ferreira (jako Everett Young), Ming-Na Wen (jako Camile Wray), Brian J. Smith (jako Matthew Scott), Jamil Walker Smith (jako Ronald Greer), Elyse Levesque (jako Chloe Armstrongová), Alaina Huffman (jako Tamara „TJ“ Johansen) a Lou Diamond Phillips (jako David Telford). Syfy 16. prosince 2010 oznámila, že seriál pro třetí sérii neobnoví. 9. května 2011 byla odvysílána poslední epizoda.
Po událostech v seriálu Atlantida probíhá mimo Zemi na základně SGC Icarus výzkum jak zadat devítimístnou adresu nalezenou v databázi Atlantidy pomocí všech chevronů Hvězdné brány včetně devátého a posledního chevronu, který v programu Hvězdná brána nebyl dosud použit. Po zadání adresy a chaotickém průchodu bránou expedice uvízne miliardy světelných let od Země na palubě antické lodi Destiny, která cestuje vesmírem bez posádky už miliony let. Seriál sleduje posádku, která se snaží přežít na palubě poškozené Destiny bez zjevné cesty domů, což vyvolává neshody. Zatímco většina usiluje o návrat domů, naopak hlavní postava vedoucího vědce projektu Rushe chce hlavně zkoumat Destiny a její pravý účel.

### Filmy
- Hvězdná brána: Archa pravdy (Stargate: Ark of Truth, 2008) – televizní film určený pro DVD trh, který napsal a režíroval Robert C. Cooper. Archa pravdy byla vydána jako DVD Region 1 11. března 2008. Sky One odvysílala film 24. března 2008, po němž bude 28. dubna 2008 následovat DVD Region 2 s DVD Region 4 vydání 9. dubna 2008. Film navazuje na poslední 10. řadu televizního seriálu a dokončuje příběhovou linku s Orii, ale odehrává se před čtvrtou řadou Atlantidy.[30]
- Hvězdná brána: Návrat (Stargate: Continuum, 2008) – televizní film určený pro DVD trh, který napsal Brad Wright a režíroval Martin Wood. Některé scény pro tento film byly natočeny již na konci března 2007, ale původní datum zahájení natáčení bylo stanoveno na 22. května v Bridge Studios v kanadském Vancouveru. Výrobní rozpočet byl 7 milionů dolarů.[31] Film byl vydán na DVD a Blu-ray disku 29. července 2008. DVD Region 4 bylo vydáno 6. srpna 2008 s DVD Region 2 vydaným 18. srpna 2008 s následným možným televizním vysíláním.[32] Film je dějově zasazen po událostech z filmu Archa pravdy a po 1. dílu 5. řady Atlantidy. Návrat je dobrodružstvím o cestování v čase a vrací se zde poslední goa'uldský vládce soustavy Ba'al.
- V letech 2008 a 2009 byly plánovány také další dva televizní filmy s pracovními názvy Stargate: Revolution (navazující na původní seriál)[33] a Stargate: Extinction (navazující na Atlantidu),[34] jejich projekt byl však zastaven.
- Stargate: Children of the Gods je film určený na DVD, který napsali Jonathan Glassner a Brad Wright a režíroval Mario Azzopardi. Film je přestříhaná pilotní epizoda z roku 1997 seriálu Hvězdná brána, který byl vydán jako třetí speciál Stargate SG-1 přímo na DVD 21. července 2009 společností MGM Home Entertainment v širokoúhlém formátu 16:9. Několik měsíců před jeho vydáním výkonný producent Brad Wright oznámil, že bude vylepšen o zcela nové vizuální efekty a scény, které dříve nebyly součástí původní televizní verze. Začátek byl mírně pozměněn, přidáno několik nových scén a odstraněna scéna s explicitní nahotou, aby byla tato epizoda vhodná pro děti, přičemž finální film je zhruba o sedm minut kratší než původní epizoda.[35]

### Další možný seriál
V září 2018 bylo oznámeno, že společnost MGM oslovila showrunnera SG-1, Atlantis a Universe Brada Wrighta ohledně pokračování franšízy. Následující rok hvězdy SG-1 Amanda Tapping a Richard Dean Anderson dále potvrdili, že mluvili s Wrightem a vyjádřili svůj vlastní zájem o návrat k franšíze v určitém postavení. V lednu 2019 Wright upřesnil, že jeho rozhovory s MGM se týkaly pokračování televizní franšízy způsobem, který by plně respektoval „několik stovek hodin show, která už je venku“, a ne jen ctil. V červenci 2020 scenárista a producent SG-1, Atlantis a Universe Joseph Mallozzi poznamenal o projektu Wrighta, že „nikdy jsme nebyli blíže čtvrtému seriálu Stargate“. To pokračovalo v září 2020, kdy bylo oznámeno, že ačkoliv se Mallozzi v současné době nezabývá psaním, hovořil s Wrightem o vývoji a potvrdil, že jde o čtvrtý televizní seriál, který bude pokračovat tam, kde SG-1, Atlantis a Universe skončily a že bude zahrnovat postavy z těchto seriálů.
21. listopadu 2020 Brad Wright potvrdil, že vyvíjí televizní seriál Stargate s MGM a že to bude pokračování, nikoli restart. Potvrdil také, že zatímco věci postupovaly, zastavení filmového průmyslu během pandemie koronaviru zpomalovalo vývoj. V sérii podcastů v březnu a květnu 2021 Wright nadále nabízel malé aktualizace o projektu, včetně toho, že jeho scénář obsahuje postavy SG-1 Daniela Jacksona, Camerona Mitchella, Samanthy Carterové a Jacka O'Neilla, s nadějí, že Michael Shanks, Ben Browder a Amanda Tapping se všichni vracejí v určité funkci do svých příslušných rolí. Wright se také vyjádřil, že pokud by série pokračovala, chtěl by, aby Tapping režírovala, přičemž Tapping objasnila, že série není v aktivní produkci, ale Wright na ní stále pracuje.
V březnu 2022 Amazon dokončil nákup MGM se všemi jeho knihovnami a aktivy, včetně Stargate. Přibližně v té době psal Mallozzi o pilotním scénáři Wrightova nového projektu na sociálních sítích. V listopadu 2022 však Wright oznámil, že jeho projekt je po nákupu Amazonem pravděpodobně mrtvý.
V prosinci 2022 bylo oznámeno, že Amazon Studios a MGM připravují návrhy na návrat franšízy Hvězdna brána. Na krátkém seznamu možných showrunnerů pro nový projekt byli tvůrci seriálu Expanze Mark Fergus a Hawk Ostby. V dubnu 2023 Amazon Studios oznámily, že uvažuje o filmovém i seriálovém zpracování a že film by měl vyjít první.


### Ostatní seriály
- Stargate Infinity (2002–2003) – animovaný televizní seriál o jedné řadě (26 epizod). Ten se odehrává 30 let po událostech v prvním filmu a tým majora Bonnera zde musí očistit svá jména po obvinění mimozemským infiltrátorem, příběh však nebyl dokončen.
- Hvězdná brána: Třetí říše (Stargate Origins, 2018) – hraný webový seriál, který je prequelem pro původní film i první seriál. Vzniklo 10 dílů, následně sestříhaných do podoby celovečerního filmu. Příběh se odehrává v roce 1938, kde se o hvězdnou bránu zajímají nacisté.

## Chronologie vydání

### Filmy
| Český název                 | Originální název           | Datum vydání v USA | Režie            | Scénář                        | Produkce                                      |
| --------------------------- | -------------------------- | ------------------ | ---------------- | ----------------------------- | --------------------------------------------- |
| Hvězdná brána               | Stargate                   | 28. října 1994     | Roland Emmerich  | Dean Devlin a Roland Emmerich | Joel B. Michaels, Oliver Eberle a Dean Devlin |
| Hvězdná brána: Archa pravdy | Stargate: The Ark of Truth | 11. března 2008    | Robert C. Cooper | Robert C. Cooper              | Robert C. Cooper a Brad Wright                |
| Hvězdná brána: Návrat       | Stargate: Continuum        | 29. července 2008  | Martin Wood      | Brad Wright                   | Brad Wright a Robert C. Cooper                |

### Seriály
| Hvězdná brána                 | Stargate SG-1     | 1  | 22 | 27. července 1997 | 6. března 1998  | Showtime         | Brad Wright a Jonathan Glassner      |
| Hvězdná brána                 | Stargate SG-1     | 2  | 22 | 26. června 1998   | 10. února 1999  | Showtime         | Brad Wright a Jonathan Glassner      |
| Hvězdná brána                 | Stargate SG-1     | 3  | 22 | 25. června 1999   | 8. března 2000  | Showtime         | Brad Wright a Jonathan Glassner      |
| Hvězdná brána                 | Stargate SG-1     | 4  | 22 | 30. června 2000   | 14. února 2001  | Showtime         | Brad Wright a Jonathan Glassner      |
| Hvězdná brána                 | Stargate SG-1     | 5  | 22 | 29. června 2001   | 6. února 2002   | Showtime         | Brad Wright a Jonathan Glassner      |
| Hvězdná brána                 | Stargate SG-1     | 6  | 22 | 7. června 2002    | 19. února 2003  | Sci Fi           | Brad Wright a Jonathan Glassner      |
| Hvězdná brána                 | Stargate SG-1     | 7  | 22 | 19. června 2003   | 9. března 2004  | Sci Fi           | Brad Wright a Jonathan Glassner      |
| Hvězdná brána                 | Stargate SG-1     | 8  | 20 | 9. července 2004  | 22. února 2005  | Sci Fi           | Brad Wright a Jonathan Glassner      |
| Hvězdná brána                 | Stargate SG-1     | 9  | 20 | 15. července 2005 | 10. března 2006 | Sci Fi           | Brad Wright a Jonathan Glassner      |
| Hvězdná brána                 | Stargate SG-1     | 10 | 20 | 14. července 2006 | 13. března 2007 | Sci Fi           | Brad Wright a Jonathan Glassner      |
| Hvězdná brána: Atlantida      | Stargate Atlantis | 1  | 20 | 16. července 2004 | 25. března 2005 | Sci-Fi Channel   | Brad Wright a Robert C. Cooper       |
| Hvězdná brána: Atlantida      | Stargate Atlantis | 2  | 20 | 15. července 2005 | 10. března 2006 | Sci-Fi Channel   | Brad Wright a Robert C. Cooper       |
| Hvězdná brána: Atlantida      | Stargate Atlantis | 3  | 20 | 14. července 2006 | 22. června 2007 | Sci-Fi Channel   | Brad Wright a Robert C. Cooper       |
| Hvězdná brána: Atlantida      | Stargate Atlantis | 4  | 20 | 28. září 2007     | 7. března 2008  | Sci-Fi Channel   | Brad Wright a Robert C. Cooper       |
| Hvězdná brána: Atlantida      | Stargate Atlantis | 5  | 20 | 11. července 2008 | 9. ledna 2009   | Sci-Fi Channel   | Brad Wright a Robert C. Cooper       |
| Hvězdná brána: Hluboký vesmír | Stargate Universe | 1  | 20 | 2. října 2009     | 11. června 2010 | Syfy             | Brad Wright a Robert C. Cooper       |
| Hvězdná brána: Hluboký vesmír | Stargate Universe | 2  | 20 | 28. září 2010     | 9. května 2011  | Syfy             | Brad Wright a Robert C. Cooper       |
| Animovaný seriál              |                   |    |    |                   |                 |                  |                                      |
|                               | Stargate Infinity | 1  | 26 | 14. září 2002     | 24. března 2003 | Fox              | Eric Lewald a Michael Maliani        |
| Webový seriál                 |                   |    |    |                   |                 |                  |                                      |
| Třetí říše                    | Stargate Origins  | 1  | 10 | 15. února 2018    | 8. března 2018  | Stargate Command | Mark Ilvedson a Justin Michael Terry |

### Chronologie vydání graficky
- Stargate franchise production/story timelines

## Hry
- Stargate (1994) – logická hra na ruční konzole založená na původním filmu
- Stargate (1995) – akční konzolová hra založená na původním filmu
- Stargate SG-1: The Alliance – v roce 2005 zrušená počítačová hra
- Stargate Worlds – v roce 2010 zrušená online hra
- Stargate Resistence (2010) – online hra
- Stargate Online (2010) – česká fanouškovská webová hra
- Stargate SG-1: Unleashed (2013) – mobilní hra
- Stargate: Timekeepers – strategická počítačová hra, která vyšla 23. ledna 2024.[50]